# كيلي روبسون
كيلي روبسون هي كاتِبة كندية، ولدت في 1967.

## وصلات خارجية
- الموقع الرسمي